# Fort VIII Twierdzy Modlin
Fort VIII – jeden z fortów Twierdzy Modlin, wzniesiony w ramach budowy pierwszego pierścienia fortów w latach osiemdziesiątych XIX wieku, później zmodernizowany.
Fort znajduje się we wsi Kępa Grochalska. Podstawę do jego budowy stanowił wzorcowy fort „F1879”. Obecnie znajduje się na nim strzelnica wojskowa.